# Фараго, Йожеф
Йожеф Фараго (венг. Faragó József, р.8 июля 1966) — венгерский борец греко-римского стиля, чемпион Европы.

## Биография
Родился в 1966 году в Эгере. В 1987 году занял 7-е место на чемпионате мира. В 1988 году принял участие в Олимпийских играх в Сеуле, но наград там не завоевал. В 1989 году занял 5-е место на чемпионате Европы, и 9-е — на чемпионате мира. В 1990 году стал бронзовым призёром чемпионата Европы и занял 6-е место на чемпионате мира. В 1991 году стал чемпионом Европы. В 1992 году занял 6-е место на чемпионате Европы, а кроме того принял участие в Олимпийских играх в Барселоне, но наград не завоевал.